# La Chapelle-Blanche (Côtes-d’Armor)
Chapelle-Blanche (bret. Ar Chapel-Wenn) – miejscowość i gmina we Francji, w regionie Bretania, w departamencie Côtes-d’Armor.
Według danych na rok 1990 gminę zamieszkiwało 169 osób, a gęstość zaludnienia wynosiła 21 osób/km² (wśród 1269 gmin Bretanii Chapelle-Blanche plasuje się na 1005. miejscu pod względem liczby ludności, natomiast pod względem powierzchni na miejscu 907.).